# Isabella von Croÿ (1890–1982)

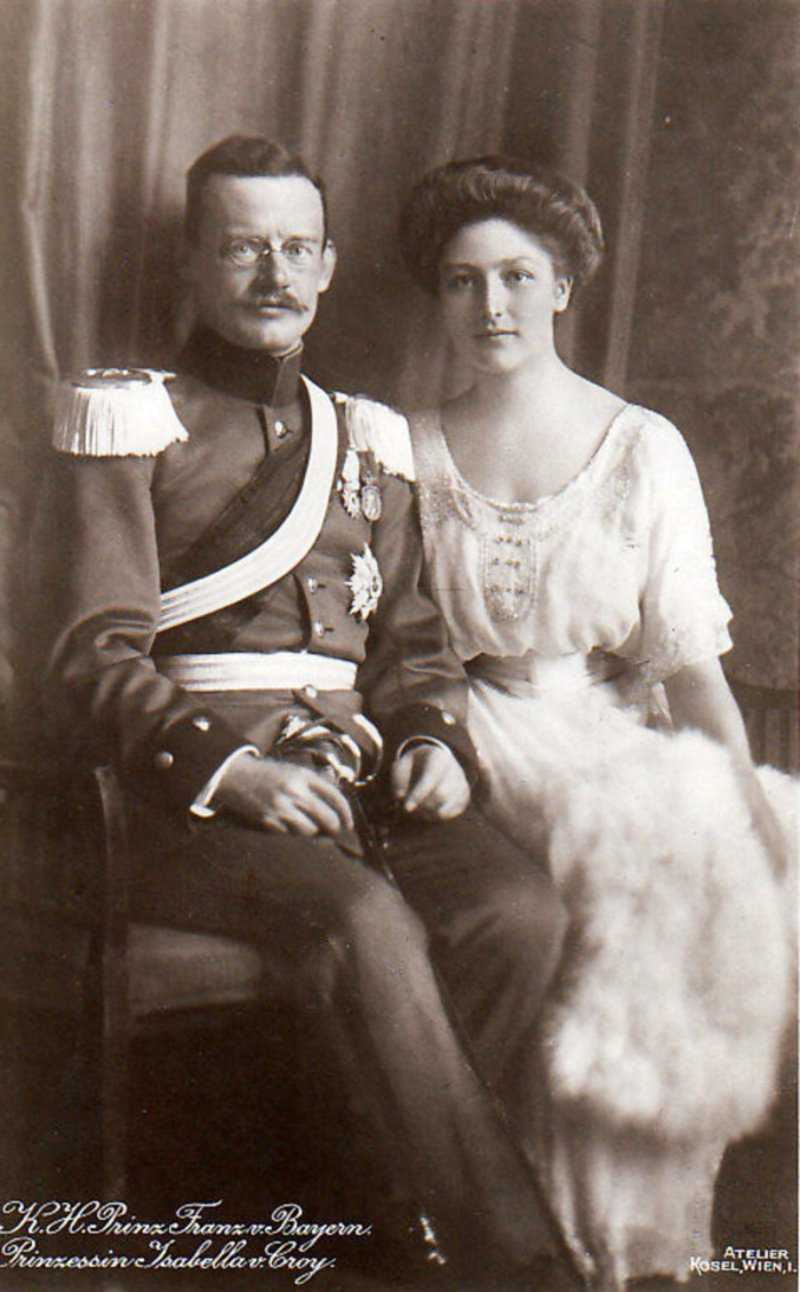
Isabella von Croÿ mit Ehemann

Isabella Antonie Eleonore Natalie Klementine von Croÿ (* 7. Oktober 1890 in L’Hermitage, Bayreuth, Königreich Bayern; † 30. März 1982 in Schloss Leutstetten, Starnberg, Bayern) war eine Prinzessin von Croÿ von Geburt und eine Prinzessin von Bayern und Mitglied des Hauses Wittelsbach durch die Heirat mit Prinz Franz von Bayern, einem Sohn des letzten bayerischen Königs Ludwig III.

## Familie
Isabella wurde geboren als zweites Kind von Karl Alfred, Herzog von Croÿ, und seiner Frau, Prinzessin Ludmilla von Arenberg, Tochter von Engelbert-August von Arenberg.
Prinzessin Isabella heiratete Prinz Franz von Bayern, dritter Sohn von König Ludwig III von Bayern und seiner Frau Maria Theresia von Österreich-Este, am 8. Juli 1912 auf Schloss Weilburg bei Wien. Isabella und Franz hatten zwei Söhne und vier Töchter:
- Ludwig Prinz von Bayern (1913–2008), heiratete Irmingard Prinzessin von Bayern (1923–2010)
- Maria Elisabeth Prinzessin von Bayern (1914–2011), heiratete Prinz Pedro Henrique von Orléans-Braganza (1909–1981)
- Adelgunde Maria Prinzessin von Bayern (1917–2004), heiratete Zdenko Baron von Hoenning-O’Caroll (1906–1996)
- Eleonore Marie Prinzessin von Bayern (1918–2009), heiratete Konstantin Graf von Waldburg-Zeil (1909–1972)
- Dorothea Prinzessin von Bayern (1920–2015),[3] heiratete Gottfried von Österreich-Toskana (1902–1984)
- Rasso Prinz von Bayern (1926–2011), heiratete Theresa von Österreich-Toskana (* 1931)

## Titel
- 7. Oktober 1890 bis 8. Juli 1912: Ihre Durchlaucht Prinzessin Isabella von Croÿ
- 8. Juli 1912 bis 1919: Ihre Königliche Hoheit Prinzessin Isabella von Bayern

## Ehrungen
- Ordensdame des St. Elisabethenordens
- Trägerin des Theresienordens